# Oviječ skvrnitý
Oviječ skvrnitý (Paradoxurus hermaphroditus) je středně velká cibetkovitá šelma žijící v jižní a jihovýchodní Asii.

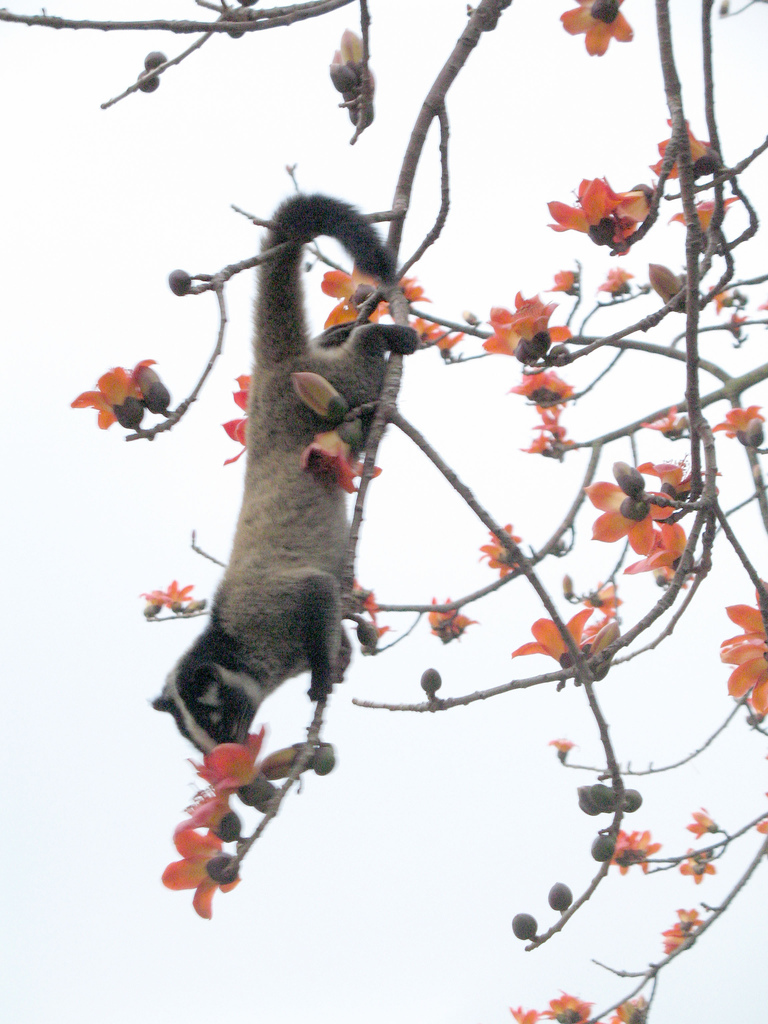
Oviječ skvrnitý šplhají ve větvích

## Popis
Srst má zbarvenou šedě až šedohnědě a pokrytou tmavými skvrnami na bocích a na hřbetě pruhy. Obličej, nohy a ocas jsou tmavé. Jeho drápy mu umožňují šplhat po stromech a domech. Ocas je sice poměrně velký, ale není chápavý. Ačkoliv má druhové jméno hermaphroditus, jde o zvíře s normální pohlavností. Toto pojmenování souvisí s tím, že jak samci, tak samice mají pod ocasem pachové žlázy, které připomínají varlata. Váží 2 až 5 kg, na délku měří 75 až 137 cm (nejčastěji okolo 1 metru), z toho na ocas připadá 33 až 66 cm.

## Rozšíření, biotop
Žije v jižní a jihovýchodní Asii (od Indie po Filipíny). Obývá lesy různých typů od pobřeží až po nadmořskou výšku 2400 metrů. Žije i v blízkosti lidí, v sadech, parcích, u vesnic, plantáží a farem.

## Biologie, chování
Velmi často se zdržuje na stromech, aktivitu má především soumračnou a noční. Je to všežravec, který ve stravě preferuje ovoce a květní nektar. Potravu si doplňuje mízou, členovci a malými obratlovci, především mimo ovocnou sezónu. Živí se i odpadky produkovanými lidmi. Kávová zrnka, která projdou jeho zažívacím traktem, jsou obzvláště vyhledávanou specialitou zvanou cibetková káva (Kopi Luwak). Je to samotářské zvíře. Velikost jeho teritoria se pohybuje od několika hektarů po cca 4,2 km2 (Animal Diversity Web udává až 20 km2). Rozmnožování nezávisí na sezóně, doba březosti je okolo 62 dnů. Samice následně rodí 2 až 5 mláďat. Ta se osamostatňují po cca 3 měsících a sama rozmnožovat se začínají ve stáří 9 až 12 měsíců. Dožívají se 15 až 25 let. Predátory jsou především velké kočkovité šelmy, které umějí šplhat, tedy levhart skvrnitý, levhart obláčkový a levhart Diardův, dále pak velcí draví ptáci a někteří hadi, především krajty. Útočníkům se oviječ brání emitováním pachu a rychlým pohybem ve větvích.

## Hrozby, vztah s lidmi
Je to živočich široce rozšířený, jemuž nehrozí bezprostřední nebezpečí vyhubení, proto je IUCN hodnocen jako málo dotčený. Nicméně je lidmi pronásledován z důvodu škod, které způsobuje na pěstovaném ovoci. Je zabíjen i pro maso (především v Číně). Někdy se živí jedinci chovají jako domácí zvířata - hubitelé škůdců.

## Chov v zoo
Ovíječ skvrnitý je chován přibližně ve čtyřech desítkách evropských zoo (stav podzim 2018). Nejvíce přitom ve Spojeném království. V rámci Česka je chován poddruh (stále častěji brán jako samostatný druh) ovíječ filipínský (Paradoxurus hermaphroditus philippinensis), a to ve třech zoo:
- Zoo Jihlava
- Zoo Plzeň
- Zoo Praha

Kromě těchto tří českých zoo je filipínský poddruh ovíječe skvrnitého již jen v bulharské Sofii a německých zoo v Dortmundu a Berlíně (Tierpark Berlin).

### Chov v Zoo Praha
Dříve byl v Zoo Praha chován ovíječ skvrnitý bez určení poddruhu. Raritnější poddruh ovíječ filipínský je chován v Zoo Praha od roku 2009. V roce 2010 se podařil první odchov – jednalo se o dvě mláďata. Další následovala v následujících letech.
Tento druh je k vidění v pavilonu Indonéská džungle, v zadní části noční expozice.